# Lamniceps
Lamniceps är ett släkte av insekter. Lamniceps ingår i familjen vårtbitare.
Kladogram enligt Catalogue of Life:
| Lamniceps | \| \| Lamniceps borellii \| \| \| \| \| \| Lamniceps gigliotosi \| \| \| \| |
|           | \| \| Lamniceps borellii \| \| \| \| \| \| Lamniceps gigliotosi \| \| \| \| |
|           | Lamniceps borellii                                                          |
|           |                                                                             |
|           | Lamniceps gigliotosi                                                        |
|           |                                                                             |